# 前田高行
前田 高行（まえだ たかゆき、1943年 - ）は、日本の中東研究者。専門は中東経済。アラビア石油、日本貿易振興機構時代を通して計8年間にわたる中東地域での駐在経験があり、中東経済に詳しい。日本貿易振興機構リヤド事務所長や中東協力センター審議役も務めた。

## 来歴
京都府生まれ。1966年京都大学法学部卒業、宇部興産株式会社（現・UBE株式会社）入社。1976年、アラビア石油株式会社入社。1996年　独立行政法人日本貿易振興機構リヤド事務所長（アラビア石油より出向）。1999年、財団法人中等協力センター審議役、2004年同センター退職。

## 著書

### 単著
- 『アラブの大富豪』（新潮社、新潮新書、2008年、ISBN 978-4106102516）
- 『ビジネスチャンスは中東にあり! 』（PHP研究所、2009年、ISBN 978-4569706276)